# تايغا كانتاني
تايغا كانتاني (من مواليد 27 مارس 1970) هي لاعبة رياضية برالمبي، من لاتفيا، شاركت ممثلة بلدها في دورة الألعاب البارالمبية الصيفية 2012، و2016 في رياضة رمي القرص ودفع الجلة.

## حياة مهنية
ولدت تايغا كانتاني في 27 مارس 1970 في مدينة باوسكا، سيميغاليا، لاتفيا. اصيبت بسكته دماغية مما ادى الى شلل نصفي في عام 2005. بعد أن أصبحت غير قادرة على مواصلة هواياتها السابقة بسبب الإعاقة بحثت كانتاني عن نشاطات اخرى. وفي عام 2007، اخذت بنصيحة المدرب ألدي كرين، حيث بدأت ممارسة رياضة رمي القرص ودفع الجلة، سعياً منها للمشاركة في دورة الألعاب البارالمبية الصيفية .
أختيرت كانتاني من ضمن تسعة أعضاء في الفريق اللاتفي لدورة الألعاب البارالمبية الصيفية 2012. وفي فئة F37 احتلت المركز الثامن في دفع الجلة برمية بلغت 9.21 متر (30.2 قدم) والتي كانت الأفضل لها هذا الموسم. وفي رمي القرص حصلت على المركز التاسع في نفس الفئة. عينت مرة أخرى ضمن فريق اللاتفي لدورة الألعاب البارالمبية الصيفية 2016 في ريو دي جانيرو، البرازيل. احتلت كانتاني المركز الثامن في دفع الجلة برمية بلغت 8.78 متر (28.8 قدم) .